# Jabir Madari Pillyalil
Jabir M.P. ou Jabir Madari Pillyalil (né le 8 juin 1996 au Kerala) est un athlète indien, spécialiste du 400 m haies.
Le 22 avril 2019, en battant son record personnel en 49 s 13, il remporte, comme en 2017, la médaille de bronze lors des Championnats d’Asie à Doha.